# ميجي ودالي
ميجي و دالي (باليابانية ミギとダリ نقرحة : ميغي تو دالي) هو عبارة عن سلسلة مانغا وأنمي يابانية من تأليف المانغاكا نامي سانو لقد تم نشر المانغا في مجلة السنين هارتا التابعة لشركة النشر إنتروبرين في الفترة بين يوليو 2017 حتى نوفمبر 2021 و تم جمعها في [[[تانكوبون|7 مجلدات تانكوبون]]] خطأ: {{Lang}}: Non-latn text/Latn script subtag mismatch (مساعدة) . و كان هذا العمل هو الأخير لسانو قبل وفاتها بالسرطان في 2023 . و تم تحويل المانغا إلي أنمي تلفيزيوني من إنتاج مشترك بين استديو غيك تويز و كومب تاون و تم نشره في فترة خريف عام 2023 من بين أكتوبر 2023 حتى ديسمبر 2023 .
القصة
الزوجين المسنين أوسامو و يوكو سونوياما يرغبان أكثر من أي شيء آخر في تبني كل طفل من بيت سورامامي، لكن الزوجان الثريان يستطيعان اختيار طفل واحد فقط بسبب شيخوختهما.
بينما يتأملان في هذا القرار الحساس، الجمال والروح الهادئة لأحد الأطفال تجذب انتباههما فجأة.
بعد شهرين، يتبني الزوجان سونوياما بالمراهق البالغ 13 عامًا، “هيتوري“، إلى منزلهما الدافئ والمحب.
ومع ذلك، فإن الطابع المتواضع والمفرط للأدب من هيتوري هو مجرد تمويه. وفي الواقع، هيتوري هو شخصية محكمة الصنع يلعبها التوائم المتطابقان ميجي ودالي.
بالنسبة لهما، أن يكونا الطفل المثالي لهذا الثنائي الطيب هو مجرد خطوة أولى نحو التسلل إلى بلدة هادئة معينة.
بينما يحافظان بدقة على تنكرهما، يعمل التوائم نحو هدفهما الحقيقي: اكتشاف الحقيقة وراء حادث من الماضي تركهما برغبة حارقة في الانتقام.